# Mario Balotelli
Mario Barwuah Balotelli (Palermo, 12. kolovoza 1990.) talijanski je nogometaš i nacionalni reprezentativac koji trenutačno igra za talijanski klub Genou. Prvi europski klub u kojem je zaigrao je Inter Milan.
Profesionalnu karijeru je započeo 2005. u klubu Lumezzane te je prije odlaska u milanski Inter bio na neuspješnoj probi u katalonskoj Barceloni. Balotellija je u Inter doveo tadašnji trener Roberto Mancini, ali njegovim odlaskom pala je igračeva discipliniranost tako da je bio u napetom odnosu s novim trenerom Joséom Mourinhom. Zbog nediscipliniranosti portugalski stručnjak ga je u siječnju 2009. suspendirao iz prve momčadi.
Balotelli se u ožujku 2010. našao pod žestokom kritikom Interovih navijača nakon što se u talijanskom TV showu Striscia la notizia pojavio u dresu suparničkog A.C. Milana. Nakon toga igrač je izgubio mogućnost napredovanja u klubu te je odigrao svega nekoliko utakmica za Inter.
Zbog toga mu je bivši trener Roberto Mancini odlučio pružiti novu šansu te ga u kolovozu 2010. dovodi u Manchester City. S novim klubom je u debitantskoj sezoni osvojio FA Kup da bi 2012. postao engleskim prvakom.
Iako je ganskog podrijetla, Balotelli je za Italiju debitirao 10. kolovoza 2010. u prijateljskoj utakmici protiv Obale Bjelokosti. S Azurrima je 2012. igrao finale Europskog prvenstva u Poljskoj i Ukrajini.
Balotelli ima nadimak Super Mario prema video liku iz Nintendove videoigre. Nadimak je dobio jer je agilan, brz i snažan igrač velikih tehničkih sposobnosti i neospornog talenta. S druge strane, poznat je i po nedisciplini i postupcima koji se ne dolikuju igraču svjetskog ranga.

## Počeci
Mario Balotelli je rođen u sicilijanskom Palermu kao dijete ganskih roditelja Thomasa i Rose Barwuah. Ubrzo nakon njegovog rođenja obitelj se preselila u Lombardiju. Mario se rodio kao boležljivo dijete te je imao zdravstvene komplikacije zbog kojih je nekoliko puta operiran. Zdravstveno stanje mu se popravilo u dobi od dvije godine.
Upravo je zbog njegovog lošeg zdravlja i siromašnih uvjeta u kojima je živjela obitelj Barwuah, Mario je kao trogodišnjak dan na posvajanje obitelji Balotelli. U početku je dijete tijekom radnog tjedna bilo kod zamjenske obitelji a tijekom vikenda kod bioloških roditelja. Kasnije se sve promijenilo tako da je Mario trajno ostao kod Balotellijevih.
Njegovi novi roditelji Francesco i Silvia su porijeklom talijanski Židovi te su s Marijem živjeli u velikoj kući u selu Concesio pokraj Brescije.
Kada je Mario Balotelli postao poznat, njegovi pravi roditelji su zatražili od igrača da im se vrati dok ih je on optužio da traže slavu te ga žele natrag zbog obećanja koje im je dao u prošlosti.
Prema talijanskom Zakonu o državljanstvu koji je donesen u veljači 1992., Mario je trabao čekati 18. rođendan kada može predati zahtjev za državljanstvom. Balotelli je službeno dobio talijansko državljanstvo 13. kolovoza 2008. Nakon što je službeno postao talijanskim državljaninom rekao je:
Iz svoje biološke obitelji Barwuah, Mario ima dva brata (Enoch i Angel) i sestru Abigail. Brat Enoch Barwuah je također nogometaš te je bio na probama u Stoke Cityju i Sunderlandu dok je u prosincu 2012. potpisao za niželigaš Salford City.

## Karijera

### Klupska karijera

#### Lumezzane
Balotelli je karijeru započeo u Lumezzaneu te je s 15 godina debitirao u prvoj momčadi i to u utakmici Serie C1 protiv Padove.

#### Inter Milano
Nakon neuspješne probe u FC Barceloni, milanski Inter je 2006. potpisao ugovor s Lumezzaneom o posudbi igrača te zajedničkom suvlasništvu nad Balotellijem u vrijednosti od 150.000 eura. Igrač je tada stavljen u Interovu juniorsku momčad a nakon što je istekla jednogodišnja posudba Inter je otkupio Lumezzaneov udio za 190.000 eura.
Mario Balotelli je za Inter debitirao 8. studenog 2007. u prijateljskoj utakmici protiv Sheffield Uniteda. Engleski klub je tada slavio 150-u godišnjicu postojanja te je pozvao Inter na prigodnu utakmicu. Milanski sastav je tada pobijedio s 5:2 a Balotelli je zabio dva gola.
Debi u Serie A igrač je imao 16. prosinca 2007. u susretu protiv Cagliarija koji je dobiven s 2:0. Balotelli je tada ušao u igru kao zamjena za Davida Suaza. Tri dana nakon toga bio je i u prvom sastavu u utakmici Coppa Italije protiv Reggine gdje je zabio dva gola u 4:1 pobjedi. Veću pozornost Balotelli je izazvao kada je u uzvratnoj utakmici četvrtfinala Coppa Italije zabio dva pogotka torinskom Juventusu čime je Inter pobijedio s 3:2.
Svoj prvi zgoditak u Serie A igrač je ostvario u travnju 2008. u gostujućoj 2:0 pobjedi protiv Atalante.
Igrač je već u svojoj prvoj sezoni osvojio scudetto dok je uoči otvaranja nove sezone 2008./09. osvojen i talijanski Superkup. U utakmici Superkupa je zamijenio Luísa Figa te je zabio gol za konačnih 2:2. Na kraju se pitanje pobjednika odlučivalo izvođenjem jedanaesteraca te je Inter pobijedio sa skorom od 6:5.
U studenom 2008. Balotelli je postao najmlađi igrač u Interovoj povijesti koji je zabio gol u Ligi prvaka. Tada je imao 18 godina i 85 dana čime je srušio rekord Obafemija Martinsa (18 godina i 145 dana).
Tijekom utakmice protiv Juventusa, Balotellija su Juveovi navijači rasistički vrijeđali a igrač im je "odgovorio" golom za finalnih 1:1. Kasnije je Interov vlasnik Massimo Moratti izjavio da ubuduće neće izvoditi momčad na teren zbog rasizma. Sam Juventus je zbog tog incidenta kažnjen s jednom utakmicom bez navijača na stadionu.
Kroz tu sezonu Balotelli je počeo stvarati probleme zbog nediscipline te ga je tadašnji trener José Mourinho isključio iz prve momčadi tijekom druge polovice sezone. Osim nediscipline, Mourinho je optužio igrača da se nedovoljno zalaže na treningu. Portugalski strateg je tada izjavio: "Prema onome što vidim, mladić kao on si ne može dopustiti da trenira manje of Figa, Córdobe i Zanettija." Također, igrač se često susretao s rasizmom upućenim od Juventusovih navijača zbog čega je torinski klub često bio kažnjavan.
Balotelli je tada osvojio svoj drugi, odnosno Inter svoj četvrti scudetto u nizu.
U novoj sezoni 2009./10. nastavila se netrpeljivost između igrača i Mourinha. Također, unatoč 1:0 pobjedi nad Chelseajem u uzvratu Lige prvaka na Stamford Bridgeu, Balotelli se našao na udaru svojih suigrača. Posebice su ga kritizirali Interovi veterani kao što su Javier Zanetti i Marco Materazzi ali i vlastiti agent. Također, u ožujku 2010. se našao na žestokom sudaru Interovih navijača jer se u talijanskoj TV emisiji Striscia la Notizia pojavio u dresu suparničkog AC Milana.
Zbog toga je Balotelli dao službenu ispriku koja je objavljena na službenim web stranicama milanskog Intera:
Nakon te javne isprike portugalski trener ga ponovo stavlja u momčad u utakmici protiv Bologne dok Mario zabija gol u domaćoj 3:0 pobjedi. Međutim, igrač je ponovo počeo biti kontroverzan u polufinalu Lige prvaka protiv FC Barcelone. Po završetku utakmice bacio je na teren svoju majicu kao odgovor na zvižduke Interovih navijača zbog Marijeve loše igre. Zbog toga su ga navijači pokušali fizički napasti nakon utakmice. Njegovo ponašanje na terenu nisu odobravali niti suigrači dok je Javier Zanetti izjavio: "Mario mora biti fokusiran na to što radi na terenu, ne može si dopustiti takvo ponašanje".
Time je karijera Balotellija u milanskom Interu bila završena te su se za njega interesirali mnogi premijerligaški klubovi posebice dvoje rivala iz Manchestera – United i City.

#### Manchester City
Nakon dugih pregovora, Inter se s Manchester Cityjem u kolovozu 2012. dogovorio o transferu Balotellija u Englesku za 22 milijuna eura. Tamo se ponovo našao s Robertom Mancinijem koji ga je trenirao u Interu. Igrač je tamo uzeo dres s brojem 45.
Debi u Premijer ligi Balotelli je imao 24. listopada 2010. u 3:0 porazu od Arsenala kod kuće dok je prve prvenstvene golove za klub zabio 7. studenog protiv WBA (2:0 pobjeda). Osim pogodaka, Mario je zaradio i crveni karton zbog prekršaja na Youssufu Mulumbu. Trener Roberto Mancini je odluku suca nazvao nepoštenom.
Isto kao u prvenstvu, Balotelli je bio uspješan i u Europskoj ligi te je zabio prva dva pogotka u 3:0 pobjedi na Red Bull Salzburgom.
Svoj prvi premijerligaški hat-trick za klub, Balotelli je zabio Aston Villi 28. prosinca 2010. U svojoj debitantskoj sezoni za klub, City je osvojio FA Kup pobijedivši u finalu Stoke City s 1:0 dok je Mario proglašen igračem utakmice. To je ujedno bio i prvi trofej Manchester Cityja nakon 35 godina posta.
U novoj sezoni 2011./12. Balotelli je nastavio s visokom golgeterskom učinkovitošću. Tako je bio važna karika Cityja koji je u gradskom derbiju protiv Uniteda porazio suparnika s ogromnih 6:1 na Old Traffordu. Na toj utakmici je zabio prva dva gola.
Debi za klub u Ligi prvaka je imao u susretu protiv španjolskog Villarreala te je i ondje zabio gol.
Unatoč odličnim igrama, igrač ponovo ima problema zbog nediscipline te u travnju 2012. po četvrti puta u sezoni dobiva crveni karton na susretu protiv Arsenala. U konačnici je i trener Mancini rekao da je izgubio strpljenje za Balotellija, sugerirajući da igrač neće igrati do kraja sezone te da će biti stavljen na transfer listu. Ipak, Mancini ga je uveo u igru kao treću zamjenu u posljednjoj utakmici prvenstva protiv QPR-a. Bila je riječ o važnoj utakmici na kojoj se City borio za naslov prvaka a sam Balotelli je na njoj asistirao Sergiju Agüeru za gol u 94. minuti. Time je Manchester City postao engleskim prvakom nakon 1968.

#### A.C. Milan
Unatoč izjavi vlasnika Silvija Berlusconija da je Balotelli trula jabuka, igrač je u siječnju 2013., pred sam kraj zimskog prijelaznog roka doveden u AC Milan. Naime, nakon što je Alexandre Pato prodan brazilskom Corinthiansu za 15 milijuna GBP, prikupljena su značajna sredstva u iznosu od 20 milijuna eura za kupnju Balotellija.
Igrač je imao uspješan start u dresu novog kluba. U prvoj prvenstvenoj utakmici protiv Udinesea, Balotelli je najprije zabio prvi pogodak za vodstvo od 1:0 da bi u trećoj minuti sudačke nadoknade realizirao jedanaesterac za konačnu 2:1 pobjedu. Tijekom sezone 2013./14. igrač je u AC Milanu imao uspješan golgeterski skor od 26 pogodaka u 43 odigrane prvenstvene utakmice. Međutim, to ga nije u konačnici zadržalo u klubu.

#### Liverpool
Dana 21. kolovoza 2014., AC Milan je pristao na odštetu od 16 milijuna funti za Balotellia koju je ponudio Liverpool. Prelazak je službeno objavljen 25. kolovoza 2014. a doveden je kao zamjena za urugvajskog napadača Luisa Suáreza koji je tog ljeta prešao u FC Barcelonu.
Svoj debi ostvario je već nakon tjedan dana u premijerligaškom susretu protiv Tottenhama, međutim nakon devet kola još nije postigao gol i sve su veće kritike na njegov račun, a one su dosegle kulminaciju nakon posljednje ligaške utakmice protiv Hulla, koju je Balotelli odigrao za zaborav.

#### OGC Nice
Talijan ganskih korijena nije se našao u planovima Liverpoolovog trenera Jürgena Kloppa pa je početkom 2016./17. sezone napustitio Anfield. Ipak, nakon niza klubova koji su ga odbili, u zadnjim trenucima ljetnog prijelaznog roka postignut je (neočekivani) dogovor s Nicom u kolovozu 2016. godine.

#### Olympique Marseille
Dana 23. siječnja 2019. Balotelli je raskinuo ugovor s Nicom i potpisao ugovor do kraja sezone s Marseilleom. 25. siječnja debitirao je za Marseille i ušao je kao zamjena u 74. minuti protiv Lillea, te je postigao svoj prvi gol u posljednjoj minuti susreta u porazu 1:2.

### Reprezentativna karijera

#### Azzurini
Budući da je službeno smatran ganskim emigrantom, Balotelli nije mogao biti pozvan u talijanske do 15 i do 17 sastave.
7. kolovoza 2007., pet dana prije 17. rođendana, Balotelliju je ganski izbornik Claude Le Roy poslao poziv da zaigra za seniorsku reprezentaciju Gane u prijateljskom susretu protiv Senegala koji se održao krajem kolovoza u Londonu. Međutim, igrač je odbio tu ponudu zbog želje da zaigra za Italiju.
U konačnici je talijanski do 21 izbornik Pierluigi Casiraghi počeo obraćati pozornost na Balotellija te ga je pozvao u mladu reprezentaciju nakon što je navršio 18 godina.
Casiraghi je uvrstio igrača u mladu reprezentaciju za kvalifkacijske utakmice za juniorsko europsko prvenstvo protiv Grčke i Hrvatske. Mario je za mlade Azzurrine debitirao 5. rujna 2008. protiv Grčke. U tom debiju je i zabio gol a utakmica je završena s neriješenih 1:1. Također, Balotelli je igrao i u remiju protiv Hrvatske U21 vrste koji se održao u Varaždinu.
Mlada talijanska reprezentacija se u konačnici plasirala na europsko juniorsku prvenstvo, dok je Balotelli uvršten na popis reprezentativaca za samu završnicu turnira. Tamo je zabio prvi gol u utakmici otvaranja protiv domaćina Švedske u 23. minuti. Ipak, u 38. minuti mu je dodijeljen crveni karton zbog starta na švedskog veznjaka Pontusa Wernblooma.

#### Azzuri
Svoj debi u dresu seniorske reprezentacije Italije, Balotelli je imao 10. kolovoza 2010. u prijateljskom susretu protiv Obale Bjelokosti. Povjerenje mu je dao izbornik Cesare Prandelli a sama utakmica je bila prva nakon završetka Mundijala u Južnoj Africi. Osim za igrača, ta utakmica je bila debitantska i za naturaliziranog Brazilca Amaurija dok je Mario igrao u napadu zajedno s Antonijom Cassanom. Italija je taj susret izgubila s 1:0.
11. studenog 2011. Balotelli je zabio svoj prvi reprezentativni gol u susretu protiv Poljske. Riječ je o prijateljskoj utakmici koja je održana na Wrocławskom Stadionu Miejski a koji je Italija dobila s 2:0. Na njoj je Balotelli postao prvi crnac koji je igrao za Italiju.
Prije nego što je započeo EURO 2012. u Poljskoj i Ukrajini, Balotelli je dao interview jednim novinama gdje je između ostalog razgovarao i o rasizmu u zemljama domaćinima gdje je sam rasizam česta pojava. Igrač je tada izjavio da će u slučaju rasističkih povika navijača napustiti teren te ubiti onoga tko mu baci bananu. Rekao je tada da odbija prihvatiti rasizam u bilo kojem obliku te je spominjao rasizam s kojim se susretao u Serie A dok je igrao za Inter.
Nakon tih izjava talijanski strateg Roberto Mancini je branio igrača ali on kao i reprezentativac Daniele De Rossi vjeruje da Mario mora odrasti ako želi graditi uspjeh s talijanskom reprezentacijom.
10. lipnja 2012. na uvodnoj utakmici turnira protiv Španjolske, Balotelli je postao prvim crnoputim igračem u povijesti Azzura koji je zaigrao za Italiju na nekom velikom nogometnom turniru. Unatoč lošoj igri protiv Španjolaca, Mario Balotelli je već u sljedećoj utakmici protiv Irske zabio gol za konačnih 2:0.
U četvrtfinalu protiv Engleske igrač je promašio mnogo šansi zbog čega se našao na meti kritika. Također, bio je prvi izvođač jedanaesteraca (kojeg je realizirao) a branio mu je klupski kolega Joe Hart.
Uslijedilo je polufinale protiv Njemačke u kojem je Balotelli u prvih 40 minuta zabio dva gola što je bilo dovoljno za plasman u samo finale turnira. U samom finalu Italija se ponovo susrela sa Španjolskom od koje je poražena s visokih 4:0.
Tijekom održavanja europskog prvenstva, Balotellija su rasistički vrijeđali hrvatski navijači zbog čega je UEFA Hrvatskom nogometnom savezu izrekla kaznu od 80.000 eura.
Talijanski nogometni izbornik objavio je u svibnju 2016. širi popis od 30 kandidata za nastup na Europskom prvenstvu u Francuskoj, s kojeg je izostavio Balotellija.

##### Pogoci za reprezentaciju
| #   | Datum               | Mjesto                                      | Protivnik         | Pogodak | Rezultat | Natjecanje                        |
| --- | ------------------- | ------------------------------------------- | ----------------- | ------- | -------- | --------------------------------- |
| 1.  | 11. studenog 2011.  | Miejski, Wrocław, Poljska                   | Poljska           | 1 : 0   | 2 : 0    | Prijateljska utakmica             |
| 2.  | 18. lipnja 2012.    | Miejski, Poznań, Poljska                    | Irska             | 2 : 0   | 2 : 0    | EURO 2012.                        |
| 3.  | 28. lipnja 2012.    | Nacionalni Stadion, Poznań, Poljska         | Njemačka          | 1 : 0   | 2 : 1    | EURO 2012.                        |
| 4.  | 28. lipnja 2012.    | Nacionalni Stadion, Varšava, Poljska        | Njemačka          | 2 : 0   | 2 : 1    | EURO 2012.                        |
| 5.  | 16. listopada 2012. | Stadio Giuseppe Meazza, Milano, Italija     | Danska            | 3 : 1   | 3 : 1    | Kvalifikacije za SP u Brazilu 14' |
| 6.  | 21. ožujka 2013.    | Stade de Genève, Ženeva, Švicarska          | Brazil            | 2 : 2   | 2 : 2    | Prijateljska utakmica             |
| 7.  | 26. ožujka 2013.    | Ta' Qali, Malta                             | Malta             | 1 : 0   | 2 : 0    | Prijateljska utakmica             |
| 8.  | 26. ožujka 2013.    | Ta' Qali, Malta                             | Malta             | 2 : 0   | 2 : 0    | Prijateljska utakmica             |
| 9.  | 16. lipnja 2013.    | Estádio do Maracanã, Rio de Janeiro, Brazil | Meksiko           | 2 : 1   | 2 : 1    | Kup konfederacija 2013.           |
| 10. | 19. lipnja 2013.    | Recife, Brazil                              | Japan             | 3 : 2   | 4 : 3    | Kup konfederacija 2013.           |
| 11. | 10. rujna 2013.     | Juventus Stadium, Torino, Italija           | Češka             | 2 : 1   | 2 : 1    | Kvalifikacije za SP u Brazilu 14' |
| 12. | 15. listopada 2013. | Stadio San Paolo, Napulj, Italija           | Armenija          | 2 : 2   | 2 : 2    | Kvalifikacije za SP u Brazilu 14' |
| 13. | 14. lipnja 2014.    | Arena Amazônia, Manaus, Brazil              | Engleska          | 2 : 1   | 2 : 1    | SP u Brazilu 14'                  |
| 14. | 28. svibnja 2018.   | kybunpark, St. Gallen, Švicarska            | Saudijska Arabija | 1 : 0   | 2 : 1    | Prijateljska utakmica             |

## Osobnost
Balotelli je tijekom karijere imao problema zbog ponašanja tako da ga je José Mourinho u Interu izbacio iz prve momčadi a isto se dogodilo i kod Roberta Mancinija u Manchester Cityju. Razlika kod ove dvojice trenera je što je Portugalac odmah kažnjavao igrača te ga kritizirao dok je Mancini imao razumijevanja za njega.
Balotelli ima negativnu reputaciju u medijima zbog teškog karaktera i sudjelovanja u sumnjivim zabavnim aktivnostima. Mourinho ga je jednom opisao kao "neprimjerenog".
U lipnju 2010. Balotelli je s grupom prijatelja pucao zračnim pištoljima na središnjem trgu Piazza della Repubblica. Iste godine je fotografiran u društvu dvojice mafijaša. Odlaskom u Englesku igrač je među navijačima stekao kultni status a oni su o njemu spjevali pjesme. Također, glazbenik Tinchy Stryder je skladao pjesmu u čast Balotelliju.
Od gluposti koje je radio izvan terena to su gađanje suigrača iz mlade reprezentacije pikado strelicama, nošenje velikih količina novca u javnosti, prometna nesreća, prebojavanje skupocjenog Bentleyja u maskirne boje, pretvaranje vlastitog dvorišta u trkaću stazu za quad vozila, paljenje vatrometa u kući čime ju je skoro zapalio, odlazak na WC u jednu srednju školu u Manchesteru i sl.
U rujnu 2011. igrač je snimljen kako na klupi za rezerve talijanske reprezentacije sluša iPad dok je tijekom tog tjedna otišao nekoga posjetiti u zatvor.
Kada je u listopadu 2011. zabio gol Manchester Unitedu, skinuo je dres ispod kojeg je nosio majicu s natpisom "Why always me ?" (hrv. Zašto uvijek ja ?) osvrčući se na novinske naslove u kojima je on uvijek tema.
Tijekom treninga u siječnju 2013. Balotelli je napravio oštar prekršaj na suigraču Gaëlu Clichyju. Trener Mancini je stao o obranu francuskog igrača što je dovelo do naguravanja njega i Balotellija dok su veći sukob spriječili suigrači. Tada su se pojavljivale glasine da je Balotelli stavljen na transfer listu te da ga želi kupiti AC Milan. Međutim, vlasnik i predsjednik kluba, Silvio Berlusconi je odbacio te iste glasine rekavši: "Njegovo ime mi nikada nije bilo ni na kraju pameti. On je trula jabuka i sposoban je uništiti svaku momčad u koju stigne".
Nakon tog incedenta na treningu, igrač se povukao u izolaciju s klupskim kapelanom Peterom Horlockom.
Jedan od njegovih posljednjih incidenata bilo je sramotno ponašanje u debaklu protiv madridskog Reala na Anfieldu. Iako je klub do kraja poluvremena gubio s velikih 3:0, napadaču nije smetalo da već tada s Realovim Pepeom zamijeni dres.

## Osvojeni trofeji

### Klupski trofeji
| Klub            | Trofej              | Sezona / godina |
| Italija         | Italija             | Italija         |
| --------------- | ------------------- | --------------- |
| Inter Milan     | Scudetto            | 2007./08.       |
| Inter Milan     | Supercoppa Italiana | 2008.           |
| Inter Milan     | Scudetto            | 2008./09.       |
| Inter Milan     | Scudetto            | 2009./10.       |
| Inter Milan     | Coppa Italia        | 2009./10.       |
| Inter Milan     | UEFA Liga prvaka    | 2009./10.       |
| Engleska        |                     |                 |
| Manchester City | FA kup              | 2011.           |
| Manchester City | Englesko prvenstvo  | 2011./12.       |
| Manchester City | FA Community Shield | 2012.           |

### Reprezentativni trofeji
| Turnir                      | Trofej | Godina |
| --------------------------- | ------ | ------ |
| EP u Poljskoj / Ukrajini    | Srebro | 2012.  |
| Kup Konfederacija u Brazilu | Bronca | 2013.  |

### Individualni trofeji
| Trofej                                      | Godina    |
| ------------------------------------------- | --------- |
| Nagrada Golden Boy                          | 2010.     |
| Igrač utakmice u finalu FA Kupa             | 2011.     |
| Najbolji strijelac EP u Poljskoj / Ukrajini | 2012.     |
| Najbolja momčad EP u Poljskoj / Ukrajini    | 2012.     |
| Najbolja momčad sezone u Serie A            | 2012./13. |

## Vanjske poveznice
- Službena web stranica igrača  Arhivirana inačica izvorne stranice od 22. listopada 2007. (Wayback Machine)
- Profil igrača na web stranicama FA Premier lige  Arhivirana inačica izvorne stranice od 2. listopada 2012. (Wayback Machine)
- National Football Teams.com
- Soccerbase.com  Arhivirana inačica izvorne stranice od 22. siječnja 2011. (Wayback Machine)